# Olympische Jugend-Sommerspiele 2014/Teilnehmer (Sierra Leone)
| Gelbes Symbol für Goldmedaillen mit stilisierten Olympischen Ringen | Graues Symbol für Silbermedaillen mit stilisierten Olympischen Ringen | Braundes Symbol für Bronzemedaillen mit stilisierten Olympischen Ringen |
| ------------------------------------------------------------------- | --------------------------------------------------------------------- | ----------------------------------------------------------------------- |
| –                                                                   | –                                                                     | –                                                                       |

Die sierra-leonische Jugend-Olympiamannschaft für die II. Olympischen Jugend-Sommerspiele vom 16. bis 28. August 2014 in Nanjing (Volksrepublik China) bestand aus sechs Athleten. Aufgrund Drucks der chinesischen Veranstalter wegen der Ebolafieber-Epidemie 2014 bis 2016 in Westafrika nahm das Land schlussendlich nicht an den Spielen teil. 

## Athleten nach Sportarten

### Beachvolleyball
Mädchen
- Kadiatu Conteh und Aminata Turay

Jungen
- Abubaker Kamara und Patrick Lombi

### Schwimmen
Jungen
- Saidu Kamara – 50 m Freistil

### Gewichtheben
Jungen
- Abu Kamara – bis 56 kg